# Hieracium lugae-pljussae
Hieracium lugae-pljussae es una especie de planta con flor del género Hieracium, de la familia Asteraceae, orden Asterales.

## Distribución
Hieracium lugae-pljussae se distribuye por Rusia.

## Taxonomía
Fue descrita científicamente por A. N. Sennikov.